# Mount Stanley
Mount Stanley nazývaný také Margherita, nebo Ngaliema je masív nacházející se v africkém pohoří Ruwenzori na hranicích mezi Ugandou a Demokratickou republikou Kongo. Nejvyšší vrchol masívu Margherita Peak je s 5109 m nejvyšším vrcholem těchto států a třetí nejvyšší horou Afriky. Její vrchol jako první zdolal v roce 1907 vévoda z Abruzzi.

## Geografie
Masív Mount Stanley má dva hlavní a několik vedlejších vrcholů:
| Vrcholy Mount Stanley   | metrů |
| ----------------------- | ----- |
| Margherita Peak         | 5 109 |
| Alexandra               | 5 091 |
| Albert                  | 5 087 |
| Savoia                  | 4 977 |
| Ellena                  | 4 968 |
| Elizabeth               | 4 929 |
| Phillip                 | 4 920 |
| Moebius                 | 4 916 |
| Great Tooth (Velký zub) | 4 603 |

## Hydrografie
Západní svahy odvodňují pravé přítoky řeky Semliki. Voda z východních svahů odtéká do jezera George a z něho pak do Edwardova jezera. Celý masiv tak odvodňuje Nil a je zároveň nejvyšším vrcholem jeho povodí.